# ウェストラファイエット

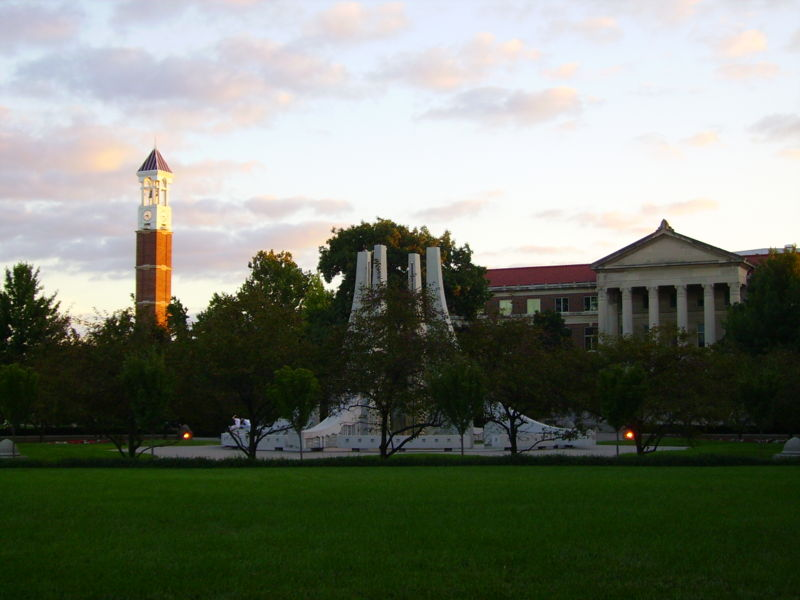
パデュー大学

ウェストラフィエット（West Lafayette）は、アメリカ合衆国インディアナ州北西部のティピカヌー郡にある都市。人口は4万4595人（2020年）。ウォバッシュ川対岸に郡庁所在地であるラフィエットがあり、双子都市を形成している。州都インディアナポリスの北西105kmに位置している。
ウェストラフィエットは、州立の工学系総合大学であるパデュー大学が本部キャンパスを構える大学町としても知られ、Home of Purdue University（パデュー大学のふるさと）と自称している。

## 歴史
もともとのウェストラフィエットの町は1836年、アウグストゥス・ワイリー（Augustus Wylie）によってウォバッシュ川の氾濫原に区画された。この町は現在の堤防エリアの南側にあった。しかし度重なる洪水のため、ワイリーの区画した町が完成することはなかった。現在の町はラフィエットの郊外にあったチャウンシー（Chauncey）、オークウッド（Oakwood）、キングストン（Kingston）の3つの町が合併してできたものである。これら3つの町は、もともと隣接する別個の村として創設されたものであった。キングストンは1855年にジェシー・B・ルッツ（Jesse B. Lutz）によって区画された。チャウンシーは1860年にフィラデルフィアからこの地にやってきたチャウンシー一家によって創設された。この2つの村はのちにウェストラフィエットとして合併するのに先駆けて1866年に合併して町政府を樹立し、チャウンシーの町名が存続した。
1869年にパデュー大学が開学するまで、合併して新たにできたチャウンシーの町もまた小さな村であった。1871年、チャウンシーは自力で道路、上下水道、警察、消防などインフラストラクチャーを整備できないため、ラフィエットへの合併を可決した。しかしラフィエット側はチャウンシーの立て直しにかかるコストを嫌い、チャウンシーの合併を否決した。1888年にウェストラフィエットとして合併する頃までには、チャウンシーはパデュー大学の成長と共に成長していくようになっていた。しかし20世紀に入るまで、パデュー大学の住所はラフィエットになっていた。
合併後もウェストラフィエットには鉄道の駅が建設されることはなく、インフラや行政サービスの確立においてもラフィエットに数年の遅れを取っていた。しかし1940年代までには、ウェストラフィエットは独立した郊外都市として成長していくようになった。

## 地理

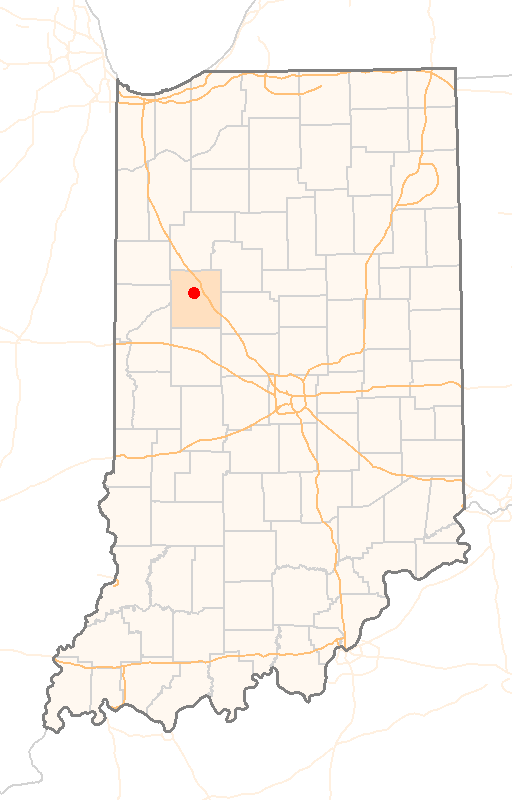
ウェストラフィエットの位置

ウェストラフィエットは北緯40度26分31秒 西経86度54分45秒 / 北緯40.44194度 西経86.91250度（40.441935, -86.912409）に位置している。ウォバッシュ川は市の東と南を流れ、市境を形成している。対岸にはラフィエットが位置する。ラフィエット・ウェストラフィエット両市を中心とするラフィエット都市圏はインディアナポリスの北西約105km、シカゴの南東約170kmに位置している。
アメリカ合衆国統計局によると、ウェストラフィエット市は総面積14.3km²（5.5mi²）である。そのほぼ全域が陸地であり、水域は総面積のわずか0.18%である。

## 政治
ウェストラフィエットは市長制を採っており、その市政府は市長・出納役・議員7人からなる市議会で構成される。市長は市の代表取締役であり、市議会および公共政策・安全委員会において議長を務める。出納役は市の財務・経理全般を担当する。市議会は行政を担当し、必要に応じて条例を議決・発布する。
市議会議員選挙においては、市は5つの小選挙区に分けられる。各選挙区で首位の者5人がまず当選となり、その5人にワイルドカードで当選となる2人を加えて7人となる。議員は市長とは別に議会の代表となる者を選出する。この者は市長が空席の際に代行を務めたり、出張等で不在の際に議長を務めたりする。
ウェストラフィエット市議会議員の任期は4年である。多選に関する制限は無い。通常、同市の市長選挙、および市議会議員選挙はアメリカ合衆国大統領選挙の前年に同時に行なわれる。

## 教育
ウェストラフィエットにはパデュー大学が本部キャンパスを構えている。同学は50,000人近い学生を抱える州立の総合大学である。ブルーミントンに本部キャンパスを置くインディアナ大学が経営学をはじめとする文系の分野に強いのに対し、パデュー大学は看板学部の工学をはじめとする理系の分野で評価が高い。
ウェストラフィエットのK-12課程はウェストラフィエット・コミュニティ学校公社（West Lafayette Community School Corporation）によって運営されている3校の学校によって支えられている。ウェストラフィエット市内には2校の小学校があるが、1-3年生の児童はカンバーランド小学校（Cumberland Elementary School）へ、4-6年生の児童はハッピー・ハロウ小学校（Happy Hollow Elementary School）へと、学年によって通う学校が分けられている。7年生になると生徒たちはウェストラフィエット中学校・高校（West Lafayette Junior/Senior High School）へと進学し、そこで6年間を過ごす。このほか、教会が運営する私立の学校もある。
ウェストラフィエットの教育水準の高さはインディアナ州内屈指で、高校卒業率は96.2%（州内17位）、大学卒業率は69.7%（州内7位）に達する。

## 経済
ウェストラフィエットの経済はパデュー大学に大きく依存している。約50,000人と、市の総人口を上回る数の学生を抱える同学は、教員・大学職員あわせて約12,000人を雇用している。その多くはウェストラフィエットかラフィエットに住んでいる。

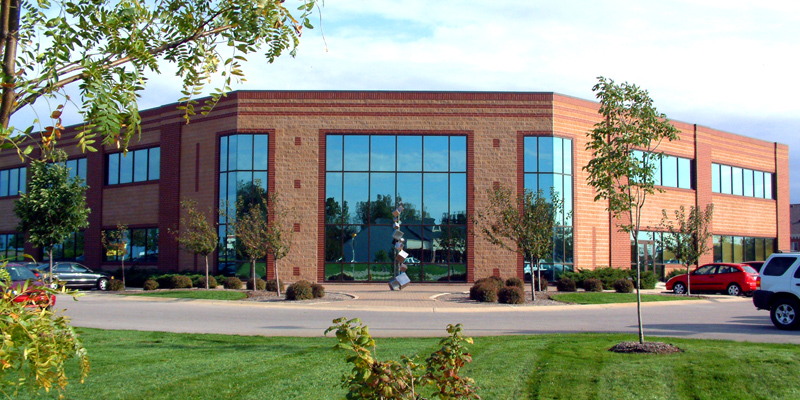
パデュー・リサーチ・パークの中に建つオフィスの1つ、ビズテック1ビル（Vistech 1 Building）

1961年につくられたパデュー・リサーチ・パーク（Purdue Research Park）は、パデュー大学のキャンパスから北へ約5km、約600,000m²の敷地内に140社以上のハイテク企業がオフィスを構える大規模なハイテク産業の集積地である。自然環境に配慮しつつ最先端の通信技術や研究設備を備えたこの研究地区では2,500人が働いている。パデュー・リサーチ・パークはパデュー大学の財務・技術ライセンスを管理するパデュー研究財団（Purdue Research Foundation）によって運営されている。
しかし商業活動は、そのほとんどがウォバッシュ川の対岸、ラフィエットで行なわれている。ウェストラフィエットの商業地区はウォバッシュ川の河岸、約420,000m²の堤防エリアに集約されている。都市再開発でできあがったこのエリアにある複合商業施設、ウォバッシュ・ランディング（Wabash Landing）は各種ショップ・レストランのほか、映画館、ヒルトンのホテル、スケートリンクを備えている。
2006年7月の調査では、ウェストラフィエットを含むラフィエット都市圏の失業率は4.5%であった。

## スポーツ

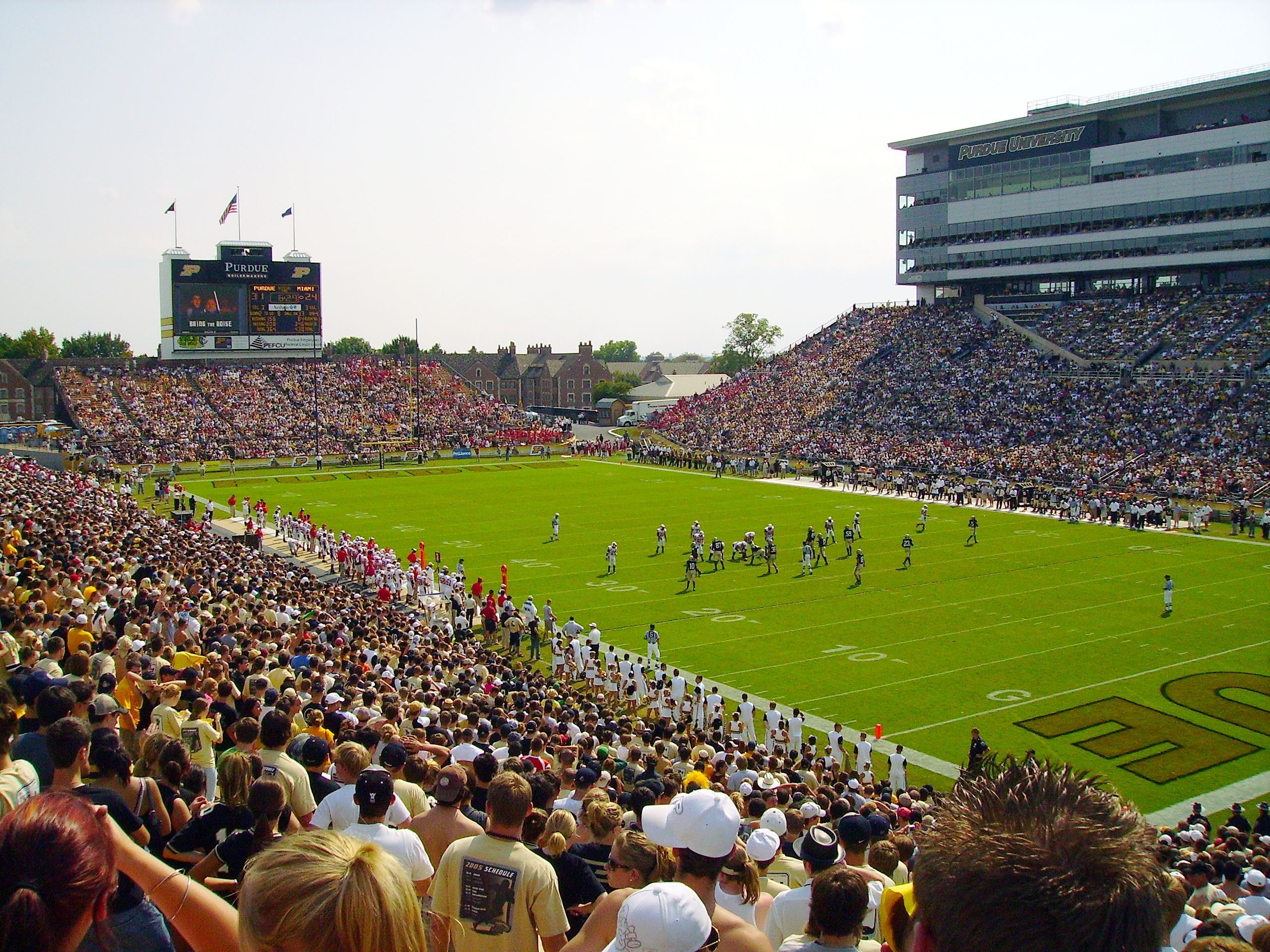
ロス・エイド・スタジアムでのフットボールの試合

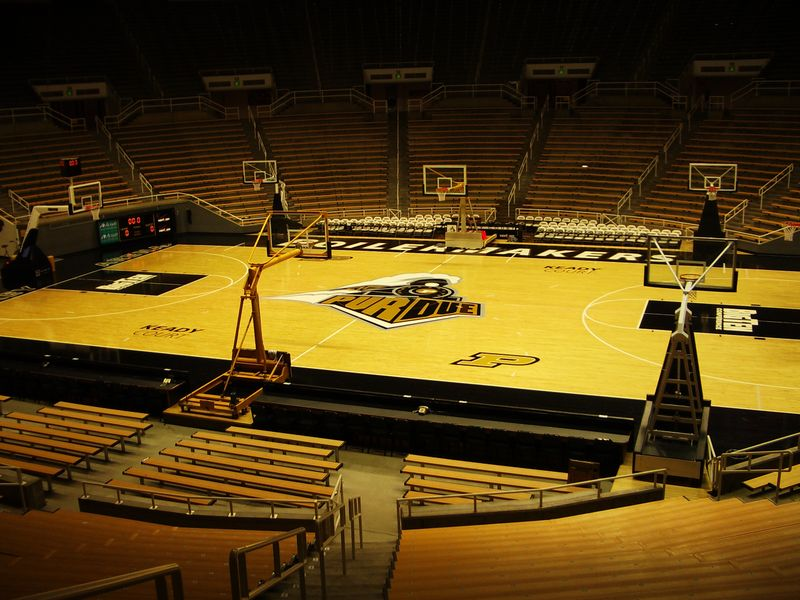
マッキー・アリーナ

ウェストラフィエットの住民がよく観戦するスポーツはパデュー大学のカレッジスポーツである。同学は中西部の主要大学11校からなるビッグ・テン・カンファレンスに所属している。同カンファレンスはフットボール、バスケットボールの両方で激戦区として知られ、パデュー大学も熾烈な戦いに加わっている。
フットボールの試合はロス・エイド・スタジアム（Ross-Ade Stadium）で行なわれる。カンファレンス内のオハイオ州立大学やミシガン大学のほか、ノートルダム大学など強豪との対戦がよく組まれている。以前はあまり強くなかったが、近年では安定した成績を残し、年末年始に行なわれるボウル・ゲームに毎年出場している。同校はテキサス州サンアントニオで行なわれるアラモボウル（Alamo Bowl）に出場することが多い。
一方、パデュー大学の体育館であるマッキー・アリーナ（Mackey Arena）で行なわれるバスケットボールは男女ともに強い。特に女子は全米屈指の強豪のひとつに数えられ、WNBAに多数の人材を輩出している。同学とインディアナ大学とのライバル関係は特に熾烈である。

## 交通
ウェストラフィエットを含むラフィエット都市圏の玄関口となる空港はインディアナポリス国際空港である。パデュー大学はパデュー大学空港（Purdue University Airport）を有しているが、同学のスポーツイベントなど専らチャーター機の発着に用いられており、一般の旅客機の便はない。
アムトラックの中長距離列車はラフィエットにある駅から利用することになる。グレイハウンドのバスもラフィエットにあるバスディーポに発着する。州間高速道路I-65もラフィエットを通っている。
市内の交通機関はグレーター・ラフィエット公共交通公社（Greater Lafayette Public Transportation Corporation）によって運営されている。同社はラフィエット・ウェストラフィエット両市を中心に、ラフィエット都市圏を広くカバーする路線バスの便を提供している。

## 人口動勢
ウェストラフィエットの人口動勢はパデュー大学の影響を強く受けている。市の人口の大半が同大学の学生であるため、18-24歳の住民が市の総人口の半数以上を占め、年齢の中央値も22歳と若い。ルームメイトと住んでいる学生が多いため、非家族世帯に分類される世帯が全世帯の約2/3を占める。パデュー大学は工学系を中心としているため男子の学生が多く、そのため男性の住民が女性の1.3倍以上と圧倒的に多い。また、同市の貧困率は約38%という高い値を示しているが、これは無収入の学生が「貧困層」としてカウントされるためであり、州内のゲーリーなどとは異なり、町がスラム化して貧民が集まっているというわけではない。

## 姉妹都市
ウェストラフィエットは日本の群馬県太田市と姉妹都市提携を結んでいる。ウェストラフィエット、および対岸のラフィエットの2都市を中心としたラフィエット都市圏全体が太田市の姉妹都市となっている。なお、太田市の公式サイトでは、ウェストラフィエットは「西ラフィエット市」と表記されている。